# Hope Town
Hope Town es una pequeña ciudad de las Bahamas, situada en el norte de la isla de Elbow Cay en las islas Ábacos.

## Distrito
Hope Town es uno de los 32 distritos de las Bahamas. Reúne las islas de Elbow Cay, Tilloo Cay, Lynyard Cay, Lubbers Quarters, Guana Cay, Man-O-War Cay y algunas otras pequeñas islas y lleva el número 15 sobre el mapa.

## Huracanes
El huracán más notable que haya azotado a Hope Town probablemente haya sido el huracán Floyd que golpeó a Hope Town el 14 de septiembre de 1999, el huracán era de categoría 4 en la escala de Saffir-Simpson.
- Datos: Q2699709
- Multimedia: Hope Town, Elbow Cay (Bahamas) / Q2699709